# 傅昭
傅昭（454年—528年），字茂远，北地郡灵州县人（今宁夏灵武市北）人，南朝宋、南朝齊、南朝梁文官。傅玄之子傅咸七世孫，傅淡的儿子，弟傅映。
傅昭六岁时，傅淡因为刘宋竟陵王劉誕之乱连坐被杀，傅昭服丧哀毁如成人。十一岁时，跟随外祖父在朱雀航卖历日。成为雍州刺史袁顗门客，袁顗見读书自若，感嘆「此儿神情不凡，必成佳器」。建安王劉休仁听说后招揽傅昭，傅昭以劉宋皇族多事，没有前去。有人向廷尉虞愿推荐傅昭，虞愿派車出迎傅昭。虞愿宗人虞通之在坐，贈詩给傅昭："英妙擅山东，才子倾洛阳。清尘谁能嗣，及尔遘遗芳"。
王延秀向丹陽尹袁粲推薦傅昭，袁粲礼遇傅昭，辟为郡主簿，袁粲让儿子们跟着傅昭学习。宋明帝去世，袁粲作哀策文，召傅昭作出草案。傅昭担任总明学士、奉朝請。南齊永明年間，官至員外郎，为竟陵王蕭子良属下司徒参軍，转任尚書儀曹郎。
御史中丞劉休向齐武帝推荐傅昭，永明初年，傅昭担任南郡王侍读。南郡王蕭昭業继承帝位，南郡王旧部下因为皇帝之故争权，只有傅昭、宗夬保身守正，没有参与权力，最后没有陷入禍難。齐明帝即位，以傅昭为中书通事舍人。官至臨海王蕭昭秀属下車騎記室参軍，历任長水校尉、太子家令，晋安王蕭宝義属下驃騎諮議参軍。担任尚書左丞、本州大中正。
蕭衍東征，平定建康，召傅昭为驃騎録事参軍。梁朝建立，傅昭转任給事黄門侍郎，领著作郎。之后，兼御史中丞，黄門、著作、中正如故。504年（天监三年），兼五兵尚書，参予選事。505年（天监4年），正式担任五兵尚書。507年（天监六年），转任左民尚書，未拜，出为建威将軍、平南安成王長史、尋陽郡太守。508年（天监七年），入朝为振远将军、中权长史。509年（天监八年），转任通直散騎常侍，领步兵校尉，复领本州大中正。511年（天监十年），再为左民尚書。
512年（天监十一年），出为信武将軍、安成郡内史。513年（天监十二年），入朝为秘書監，受号後軍将軍。515年（天监十四年），转任太常卿。518年（天监十七年），出为智武将軍、臨海郡太守。521年（普通二年），入朝为通直散骑常侍、光禄大夫，领本州大中正。领秘书监。524年（普通五年），转任散騎常侍、金紫光禄大夫，中正如故。528年（大通二年）九月，去世。享年七十五岁，谥号貞子。

## 子
- 傅諝（長子，官至尚書郎、臨安县令）
- 傅肱（次子）

## 延伸阅读
[在维基数据编辑]
 《梁書·卷26》，出自姚思廉《梁書》
 《南史/卷60》，出自李延壽《南史》